# 两姊妹镇
两姊妹镇是西班牙安达卢西亚自治区塞维利亚省的一个市镇。总面积161平方公里，总人口101,988人（2001年），人口密度633人/平方公里。